# Natalia Antiuj
Natalia Nikoláyevna Antiuj, en ruso: Наталья Николаевна Антюх, nacida el 26 de junio de 1981, en Leningrado es una atleta rusa que compite principalmente en los 400 metros planos y 400 metros con vallas.
Además de ganar medallas en los concursos individuales, ha sido una relevista muy exitosa, ganando una medalla de plata en los relevos de 4 x 400 y una de bronce en los 400 metros planos en los Juegos Olímpicos de 2004. Ganó la medalla de oro en 400 metros vallas de los Juegos Olímpicos de 2012 derrotando a la norteamericana Lashinda Demus en un emotivo final, además ganó una medalla de plata en los relevos de 4 x 400 metros.
En octubre de 2022, la Unidad de Integridad del Atletismo (AIU) la despojó de la medalla de oro debido a un dopaje.